# 北景镇
北景乡，是中华人民共和国广西壮族自治区河池市大化瑶族自治县下辖的一个乡镇级行政单位。

## 行政区划
北景乡下辖以下地区：
那色村、江栋村、六华村、汉达村、平方村、京屯村、板兰村、弄冠村、安兰村和可考村。